# Golce (jezioro)
Golce – jezioro w woj. zachodniopomorskim, w powiecie wałeckim, w gminie wiejskiej Wałcz, leżące na terenie Równiny Wałeckiej, w pobliżu wsi Golce.

## Dane morfometryczne
Powierzchnia zwierciadła wody według różnych źródeł wynosi od 16,0 ha przez 16,8 ha do 17,7 ha (lustra wody i ogólna).
Zwierciadło wody położone jest na wysokości 105,0 m n.p.m. lub 104,6 m n.p.m. Średnia głębokość jeziora wynosi 4,3 m, natomiast głębokość maksymalna 8,2 m.

## Hydronimia
W 1934 roku jezioro nazywane było Neugolzer See. Według spisu opracowanego przez Komisję Nazw Miejscowości i Obiektów Fizjograficznych (KNMiOF) nazwa tego jeziora to Golce. Dane z państwowego rejestru nazw geograficznych nie podają nazw obocznych tego jeziora.

## Ochrona środowiska
Jezioro znajduje się na obszarze chronionego krajobrazu o nazwie Pojezierze Wałeckie i Dolina Gwdy oraz na obszarze chronionym w ramach programu Natura 2000 w ramach dyrektywy ptasiej o nazwie Puszcza nad Gwdą.